# Myrina silenus
Myrina silenus is een vlinder uit de familie Lycaenidae. De wetenschappelijke naam werd gepubliceerd in 1775 door Fabricius.